# USS
USS é o prefixo dos navios da US Navy, e significa United States Ship (navio dos Estados Unidos).
No período da Guerra da Secessão, os navios do estados do Sul adoptaram o prefixo CSS (Confederate States Ship).